# Leporellus
Leporellus is een geslacht van straalvinnige vissen uit de familie van de kopstaanders (Anostomidae). De wetenschappelijke naam van het geslacht werd in 1875 voorgesteld door Christian Frederik Lütken.

## Soorten
- Leporellus cartledgei Fowler, 1941
- Leporellus pictus (Kner, 1858)
- Leporellus retropinnis (Eigenmann, 1922)
- Leporellus vittatus (Valenciennes, 1850)